# 3rei Sud Est
3rei Sud Est ist eine im Jahr 1997 gegründete rumänische Dance-, Pop- und Eurodance-Band und ehemalige Boygroup aus Constanța. Bekannt wurde die Gruppe durch Songs wie Te voi pierde, Clipe, Ai plecat und Vorbe care dor. Mit ca. 1.000.000 verkaufter Tonträger gilt 3rei Sud Est als eine der erfolgreichsten Bands im rumänischen Sprachraum.

## Bandgeschichte
Im Jahr 1997 gründeten Laurențiu Duță (geboren 1976 in Năvodari), Viorel Șipoș und Mihai Budeanu (beide geboren 1974 in Constanța) ein Trio unter dem Namen AV37. Laurențiu Duță konnte dank seines dreijährigen Studiums an der Universität in Bukarest einige Vorschläge und teils Verbesserungen zum Musikstil, Liedtextschreiben und der Produktion von Songs und Alben mit beitragen.
Noch im Jahr 1997 sangen die drei Sänger im Studio beim Musiklabel Cat Music in Bukarest vor und unterzeichneten ihren Plattenvertrag. Dies war der Beginn der künftigen Karriere der Gruppe. Mit Ablauf des Jahres 1997 wurde der Name in 3rei Sud Est (dt. „Drei Südöstliche“) umbenannt. Der Name bezieht sich auf den Herkunftsort; Constanța liegt im Südosten von Rumänien am Schwarzen Meer.
Die erste gemeinsam produzierte und veröffentlichte Singe heißt Ai plecat („Du bist weg“). Sie stieg einen Tag nach der Veröffentlichung in die rumänischen Charts ein, im Mai 1998 folgte das erste Studioalbum unter dem Titel 3rei Sud Est. Dieses verschaffte der Band einen höheren Bekanntheitsgrad und wurde ca. über 200.000 Mal verkauft. Zur gleichen Zeit erreichte Ai plecat abermals für fünf Wochen eine hohe Chartposition in den Romanian Top 100. Außerdem wurde die Single als beste des Jahres auf dem Mamaia-Festival ausgezeichnet.
Im Winter 1998 erschien ein Remixalbum namens 3rei Sud Est Mix. Daraufhin gewannen sie den Balletine’s la Sectiunea Dance Award, der alljährlich vom Musiklabel MediaPro Music vergeben wird.
1999 brachte 3rei Sud Est ihr drittes Studioalbum Visul meu („Mein Traum“) heraus. Dieses verkaufte sich 30.000 Mal und enthält u. a. das Lied Tu ești vinovat, das sich ebenfalls in den nationalen Charts platzieren konnte.
Etwa ein Jahr später, im Juni 2000, veröffentlichte die Band das vierte Album Îmi plac ochii tăi („Ich mag deinen Blick“), der darauf enthaltene Track Te aștept să vii („Ich warte, um zu leben“) erreichte eine Spitzenposition in den Charts. Zur gleichen Zeit wurden die drei Sänger ein zweites Mal mit dem Mamaia Festival Award als beste Tanzgruppe des Jahres ausgezeichnet.
Mit der Veröffentlichung von Te voi pierde („Ich werde dich verlieren“) erhöhte sich der Bekanntheitsgrad der Band deutlich; für zwei Wochen stieg der Song auf Platz eins in den Romanian Top Ten und wurde mit 12.000 Exemplaren einer der erfolgreichsten des Jahres 2001.
2008 entschieden 3rei Sud Est, die Gruppe aufzulösen und vorerst eigene Wege zu gehen. Wie sie später im Fernsehen und im Internet bekannt gaben, wollten sich alle drei einer Karriere als Solokünstler widmen.
Nach einer sechsjährigen Pause gaben Duță, Șipoș und Budeanu 2014 bekannt, 3rei Sud Est wieder zu vereinen.
Am 15. April 2015 veröffentlichte die Gruppe in Zusammenarbeit mit der ebenfalls aus Rumänien stammenden Sängerin Inna den Song Mai stai („Länger bleiben“), der in den România Airplay 100 Platz 25 erreichte.
Im selben Jahr hatte die Gruppe einen Gastauftritt im Musikvideo von Elena Gheorghes Single Autograf.

## Diskografie
Alben
- 1998: 3rei Sud Est
- 1998: 3rei Sud Est Mix
- 1999: Mileniul III
- 1999: Visul meu
- 2000: Îmi plac ochii tăi
- 2001: Te voi pierde
- 2001: Sentimental
- 2002: Top
- 2003: Symbol
- 2005: Cu capu-n nori
- 2007: Iubire
- 2007: Best Of 3SE 1997-2007

Singles
- 1998: Ai plecat
- 1998: De câte ori
- 1999: Primă dragoste la mare
- 1999: Tu esti vinovat
- 1999: Amintirile
- 1999: Te plac
- 2000: Vreau să te uit
- 2000: Te aștept să vii
- 2001: Remember me
- 2001: Te voi pierde
- 2001: Na-i avut curaj
- 2002: Când soarele răsare
- 2002: De torul tău
- 2003: Clipe
- 2004: Poveste de dragoste
- 2004: Se-așterne toamna
- 2005: Cu capu-n nori
- 2006: Alături de îngeri
- 2006: Iubire
- 2007: Na-i crezut în mine
- 2008: Vorbe care dor
- 2014: Emoții
- 2014: Liberi
- 2015: Mai stai (feat. Inna)
- 2015: Tic Tac
- 2016: Adio
- 2016: Cine ești?
- 2017: Am dat tot
- 2017: Stele

## Auszeichnungen
Romanian Music Awards Gewonnen
- 2014: in der Kategorie „Best Group“ für Emoții

Mamaia Festival Award
- 2000: in der Kategorie „Mamaia Best Male Artist“

- Balletine’s la Sectiunea Dance Award (1998)